# Невиандт, Константин Александрович
Константин Александрович Невиандт (1869—1919) — член IV Государственной думы от Полтавской губернии.

## Биография
Православный. Из потомственных дворян Полтавской губернии. Землевладелец Полтавского уезда, село Крутой Берег (413 десятин), домовладелец в городе Полтавы (сохранился построенный им в 1910 году дом по ул. Соборности, 8).
Окончил Орловский кадетский корпус (1887) и Николаевское кавалерийское училище (1889), откуда выпущен был корнетом в 43-й драгунский Тверской полк. Затем служил в 15-м драгунском Александрийском полку, в 1901 году вышел в отставку в чине поручика.
В 1902 году поступил на службу по Министерству внутренних дел и был назначен земским начальником 5-го участка Полтавского уезда, в каковой должности состоял до 1906 года. Затем был назначен непременным членом Полтавской уездной землеустроительной комиссии, а в 1908 году — непременным членом губернской землеустроительной комиссии, каковую должность оставил по избрании в Государственную думу. Составил «Наставления о пользе и способах соединения мелких кусков земли в один участок в целых обществах» (Харьков, 1909).
Кроме того, избирался гласным Полтавского уездного и губернского земских собраний, причем состоял членом ревизионной комиссии сперва уездного, а затем и губернского земства. В 1908 году был избран гласным, а затем председателем Полтавской городской думы. С 1908 года состоял почетным мировым судьей.
В 1912 году был избран членом Государственной думы от Полтавской губернии. Входил во фракцию русских националистов и умеренно-правых (ФНУП). Состоял товарищем председателя земельной комиссии, а также членом бюджетной и сельскохозяйственной комиссий. 16 июля 1913 года сложил полномочия члена ГД в связи с назначением управляющим отделом городского хозяйства Главного управления по делам местного хозяйства МВД. С 30 января 1916 года состоял также чиновником особых поручений IV класса (сверх штата) при министре внутренних дел. В 1916 году в качестве представителя МВД участвовал в разработке законопроекта реформы городского самоуправления. 6 февраля 1917 года назначен помощником начальника Главного управления по делам местного хозяйства. Дослужился до чина коллежского советника.
В декабре 1917 года имение Невиандта на Крутом Береге было разграблено, лес вырублен. В Гражданскую войну участвовал в Белом движении в составе Донской армии, с января 1919 года служил в отделе продовольствия Всевеликого войска Донского.
Умер от тифа 13 апреля 1919 года в Ростове.

## Семья
Был дважды женат. Первая жена - София Александровна. Вторая — Нина (1895—1990), выпускница (1912) Полтавского Елизаветинского института, в эмиграции в США.
Брат Александр жил в Харькове (его жена - известная деятельница образования)
Их мать Агриппина Петровна Невиандт (ур. Дельсаль) была бабушкой (матерью матери — Надежды Александровны Чижевской, ур. Невиандт) ученого, изобретателя, художника, поэта, философа А. Л. Чижевского, тещей изобретателя Л. В. Чижевского.
Дядя, брат Агриппины Петровны, — Алексей Петрович Дельсаль (1830—1902) — генерал-майор, военный инженер, участник Крымской войны, заведующий Зимним дворцом.
Двоюродный брат — Пётр Алексеевич Дельсаль (1861—1930) — русский генерал, герой Первой мировой войны, сын Алексея Петровича Дельсаля.